# Belgijska Galija
Belgijska Galija (latinsko: Gallia Belgica, včasih tudi Belgica Prima, rimska provinca, ki je obsegala sedanjo Nizozemsko južno od Rena, Belgijo, Luksemburg, severovzhodno Francijo (regije Nord, Pikardija in Zgornja Normandija) in zahodno Nemčijo (Porenje brez Moselle). Njeni prebivalci so bili Belgi, mešanica keltskih in germanskih plemen. Cezar omenja, da sta njeno mejo z Galijo tvorili Marna in Sena, z Germanijo pa Ren.

## Rimska osvojitev
Ozemlje, ki so ga Rimljani kasneje imenovali Belgijska Galija, je v galskih vojnah osvojil Julij Cezar leta 57 pr. n. št.. Sodobne raziskave kažejo, da je takrat v regiji živelo osemnajst plemen.
V vojni proti Rimljanom so se združila vsa belgijska plemena, razen Remov, delno zaradi strahu pred izolacijo, do katere bi prišlo, če bi Rimljani osvojili ostanek njihovega ozemlja, delno pa zaradi jeze, ker so rimske legije preteklo zimo prezimovale na njihovem ozemlju. Sodobne ocene kažejo, da so imeli združeni Belgi približno 288.000 vojakov, ki jim je poveljeval svesionski kralj Galba. Cezar se je zaradi velikosti belgijske vojske in njenega izrednega poguma izogibal neposrednemu spopadu. Namesto tega se je njegova konjenica spopadala z manjšimi plemenskimi vojskami. Za večjo bitko se je odločil šele takrat, ko mu je uspelo osamiti eno od plemen. Plemena so se postopoma vdajala in Cezar je poražencem ponudil prizanesljive mirovne pogoje in celo rimsko zaščito pred grožnjami sosednjih plemen.  Večina plemen je ponujene mirovne pogoje sprejela.
Osvojitvi leta 57 pr. n. št. je sledil niz uporov. Največjega so po Vercingetoriksovem porazu leta 52. pr. n. št. vodili Belovaki. Belgi se se med uporom izogibali neposrednemu spopadu z Rimljani in so namesto tega s  konjenico in lokostrelci stalno nadlegovali njihove legije pod neposrednim Cezarjevim poveljstvom. Ko je belovaška zaseda, v katero so nameravali zvabiti Rimljane, spodletela, je upor propadel. Rimljani so upornike pobili.

## CezarjeviKomentarji
Julij Cezar je v svojih Komentarjih galskih vojn zapisal:
Galija je razdeljena na tri dele. V prvem so naseljeni Belgi, v drugem Akvitanci in v tretjem prebivalci, ki se v njihovem jeziku imenujejo Kelti, v našem pa Galci. Omenjena ljudstva imajo poleg različnih jezikov tudi različne institucije in zakone. Galce od Akvitancev ločuje reka Garona, od Belgov pa reki Marna in Sena. Najpogumnejši od vseh plemen so Belgi, ker živijo  daleč od kulture naše province, ker jih obišče zelo malo trgovcev, ki bi jim prodajali stvari za pomehkuženje duha in ker so najbližji Germanom na drugem bregu Rena, s katerimi se nenehno vojskujejo.

## Ustanovitev province
Provinca Belgijska Galija je bila prvotno del Galije (Gallia Comata). Ker se je  njena državna uprava izkazala za neučinkovito, je po popisu prebivalstva v Galiji leta 27. pr. n. št. cesar Avgust ukazal prestrukturiranje galskih provinc. Mark Vipsanij Agripa je zato leta 22 pr. n. št. Galijo razdelil na tri province: Akvitansko, Lugdunsko in Belgijsko Galijo. Agripova delitev je temeljila na jezikovnih in rasnih značilnostih regij. Belgijska Galija je bila mešanica keltskih in germanskih ljudstev. Njeno glavno mesto je bil Reims, kasneje Trier. Natančen datum selitve ni poznan.
Sodobni zgodovinarji gledajo na naziv Galija in njeno delitev kot na proizvod napačne etnografije. Njena delitev na tri province je bil poskus vzpostavitve bolj učinkovite uprave, ki je bil v nasprotju z delitvijo na kulturni osnovi. Ravnotežje med romanizacijo prebivalstva in ohranitvijo obstoječe kulture je rušilo več zaporednih rimskih cesarjev. Rimljani so omogočali preživetje lokalnih vlad (kantonov), vendar so istočasno omejevali njihovo število.  Rimsko oblast je izvajala Galska skupščina (Concilium Galliarum) v Reimsu ali Trierju. Ugledni predstavniki Belgijske Galije so se morali udeleževati slavnosti v Lugdunumu (Lyon), na katerih so običajno  proslavljali in poveličevali cesarjev genij. Učinkovitost Skupščine se je pokazala v postopni romanizaciji osebnih imen lokalne elite in romanizaciji zakonodaje pod vplivom lokalnih oblastnikov.

## Reforme
V 1. stoletju n. št,, verjetno okoli leta 90, je galske province reorganiziral cesar Domicijan, ki je nameraval vojno področje ob Renu ločiti od civilnega prebivalstva regije. Severovzhodni del Belgijske Galije je odcepil in ga preimenoval v Spodnjo Germanijo. Kasneje je Spodnjo Germanijo ponovno reorganiziral in jo preimenoval v Drugo Germanijo (Germania Secunda). Vanjo je spadal vzhodni del sedanje Belgije, najbolj južni del sedanje Nizozemske in del sedanje Nemčije. Odcepil je tudi vzhodni del Belgijske Galije in ga preimenoval v Gornjo Germanijo (Germania Superior). Vanjo sta spadala del zahodne Nemčije in del vzhodne Francije. Južna meja Belgijske Galije je bila pomaknjena proti jugu. Vanjo so bila vključena mesta Camaracum (Cambrai), Nemetacum (Arras), Samarobriua (Amiens), Durocorter (Reims), Diuidorum (Metz) in Augusta Treverorum (Trier).
Cesar Dioklecijan je okoli leta 300 ponovno reorganiziral rimske province in Belgijsko Galijo razdelil na Prvo (Belgica Prima) in Drugo Belgijsko Galijo (Belgica Secunda). Glavno mesto Prve Belgijske Galije je bil  Treveri (Trier). Meja med Prvo in Drugo Belgijsko Galijo je potekala približno po reki Meuse.

## Propad
Leta 406 so Vandali, Burgundijci in druga plemena prečkala Ren in premagala galsko vojsko.  Spodnjo Germanijo so že pred tem preplavili Franki in ji vladali najmanj od leta 350. V 5. stoletju je Druga belgijska Galija postala središče Klodvikovega Merovinškega kraljestva in v 8. stoletju jedro Karolinškega cesarstva. Po smrti Ludvika Pobožnega, sina Karla Velikega, je bila regija z Vedunsko pogodbo leta 843 razdeljena na Vzhodno, Zahodno in Srednje Frankovsko kraljestvo, katero je nasledila Lotaringija. Na delitev se pogosto gleda kot na razpad frankovskega imperija, a je bila v resnici nadaljevanje salijske dediščine. Lotaringija je bila leta 870 z Meerssensko pogodbo razdeljena med Vzhodno in Zahodno frankovsko kraljestvo.